# Liste der Baudenkmale in Stubbendorf
In der Liste der Baudenkmale in Stubbendorf sind alle Baudenkmale der Gemeinde Stubbendorf (Landkreis Rostock) und ihrer Ortsteile aufgelistet (Stand 10. Februar 2021).

## Ehmkendorf
| ID  | Lage    | Bezeichnung       | Beschreibung | Bild              |
| --- | ------- | ----------------- | --- | ----------------- |
| 191 | (Karte) | Gutshaus mit Park | 1-gesch., langgestrecktes, klassizistisches, geputztes Meiereigebäude von um 1790 mit 2-gesch. Mittelrisalit mit Staffelgiebel und Fialen sowie zwei giebelständige Seitenflügel; 1864 Umbau durch Familie von Schack als Gutshaus; seit 2007 nach Umbau ein Wildkräuterhotel. | Gutshaus mit Park |

## Stubbendorf
| ID  | Lage                   | Bezeichnung                      | Beschreibung | Bild                             |
| --- | ---------------------- | -------------------------------- | --- | -------------------------------- |
| 703 | Dorfstraße (Karte)     | Gutsanlage mit Gutshaus und Park | 1-gesch. Herrenhaus mit 2-gesch. Mittelrisalit und Mansarddach, 1903/04 von Paul Korff für Familie Hellmuth von Prollius im Neoklassizismus und Jugendstil errichtet. | Gutsanlage mit Gutshaus und Park |
| 702 | Dorfstraße 6/7 (Karte) | ehem. Inspektorhaus              | |                                  |
| 698 | Dorfstraße 8 (Karte)   | Wohnhaus                         | |                                  |
| 699 | Dorfstraße             | Transformatorenhaus              | |                                  |

## Veränderungen
Im Vergleich zur Denkmalliste 2007 ist nicht mehr enthalten:

### Stubbendorf
| ID | Lage       | Bezeichnung                  | Beschreibung | Bild |
| -- | ---------- | ---------------------------- | ------------ | ---- |
|    | Dorfstraße | Wegweiser nach Dettmannsdorf |              |      |
|    | Dorfstraße | Wegweiser nach Ehmkendorf    |              |      |

## Quelle
Denkmalliste des Landkreises Rostock A ‐ Z (Stand: 10. Februar 2021; PDF, 497 KB)
- Karte mit allen Koordinaten:
- OSM |
- WikiMap